# Чемпионат СССР по лёгкой атлетике 1964
Лично-командный чемпионат СССР по лёгкой атлетике 1964 года проходил с 27 по 30 августа на Центральном стадионе Киева. Соревнования являлись основным этапом отбора в сборную Советского Союза для участия в Олимпийских играх в Токио (14—21 октября). На протяжении четырёх дней были разыграны 39 комплектов медалей (25 у мужчин и 14 у женщин).
На турнире был показан целый ряд высоких результатов. Наиболее ярко выступила Ирина Пресс, завоевавшая три золотые медали и установившая два мировых рекорда. В беге на 80 метров с барьерами она повторила достижение, которое ранее в мире показали четыре спортсменки, в том числе она сама тремя неделями ранее — 10,5. В пятиборье она улучшила собственный рекорд, установленный на чемпионате страны 1961 года, с 5137 до 5194 очков. Третью победу (уже без рекордов) она одержала в эстафете 4×100 метров в составе команды «Динамо», став 9-кратной чемпионкой СССР.
В метании копья историческое достижение покорилось Эльвире Озолиной. Она стала первой женщиной в мире, которой удалось преодолеть 60-метровый рубеж. В Киеве она отправила снаряд на 61,38 м, улучшив собственный рекорд на 1 метр 60 сантиметр. Озолина в четвёртый раз подряд обновила мировое достижение (прежние её лучшие результаты: 57,92 м, 59,55 м, 59,78 м).
В женском беге на 400 метров ожидаемую победу одержала Мария Иткина, превысившая время собственного рекорда Европы. Новым ориентиром стал результат 53,0.
Спринтер Николай Политико повторил рекорды СССР в беге на 100 и 200 метров: 10,2 и 20,9 соответственно. Оба раза ему удалось опередить действующего чемпиона страны на этих дистанциях Эдвина Озолина. Для самого Политико эти победы стали первыми в карьере в личных видах на национальном первенстве. К ним он прибавил третье золото в эстафете 4×100 метров, повторив достижение Ирины Пресс по числу побед на чемпионате в Киеве.
Третьим трёхкратным чемпионом турнира стал Василий Анисимов. Ему удалось улучшить два национальных рекорда. В беге на 400 метров с барьерами он показал результат 50,3, что оказалось на 0,1 секунды быстрее достижения Юрия Литуева, простоявшего почти 8 лет (с октября 1956 года). Вторую индивидуальную победу Анисимов одержал на дистанции 200 метров с барьерами, а в заключительный день вместе с партнёрами по сборной Вооружённых сил обновил рекорд страны в эстафете 4×400 метров (3.07,4).
Геннадий Близнецов во второй раз в году установил национальный рекорд в прыжке с шестом (4,80 м). Занявший второе место Сергей Дёмин повторил прежнее достижение Близнецова — 4,75 м.
Лучший результат в истории страны был показан и в метании молота. Юрий Бакаринов оказался очень близок к 70-метровой отметке — 69,55 м.
В прыжке в высоту спор за победу вели олимпийский чемпион 1960 года Роберт Шавлакадзе и рекордсмен мира Валерий Брумель. Оба спортсмена показали одинаковый результат (2,17 м), но по дополнительным показателям лучшим стал Шавлакадзе. Таким образом, он прервал серию Брумеля из трёх национальных титулов и впервые в карьере выиграл чемпионат СССР.
Олимпийский чемпион Пётр Болотников в заключительный, тринадцатый, раз стал чемпионом страны. Он оказался сильнейшим в беге на 10 000 метров (28.39,6); ближайший преследователь проиграл ему более минуты.
Результаты мирового класса были показаны в мужском прыжке в длину. Игорь Тер-Ованесян впервые на чемпионатах страны прыгнул за 8 метров (8,18 м), а призёры Леонид Барковский (7,97 м) и Антанас Ваупшас (7,95 м) оказались очень близки к этому.
Анатолий Михайлов в восьмой раз подряд стал сильнейшим в стране в беге на 110 метров с барьерами.
Чемпионат СССР по кроссу прошёл отдельно, 15 марта в украинском Ужгороде.

## Командное первенство
| Место | Команда          |
| ----- | ---------------- |
| 1     | «Динамо»         |
| 2     | Вооружённые Силы |
| 3     | «Буревестник»    |

## Призёры

### Мужчины
| Дисциплина             | Золото                                                                            | Золото            | Серебро                                                                     | Серебро           | Бронза                                                                | Бронза           |
| ---------------------- | --------------------------------------------------------------------------------- | ----------------- | --------------------------------------------------------------------------- | ----------------- | --------------------------------------------------------------------- | ---------------- |
| 100 м                  | Николай Политико Буревестник Ленинград                                            | 10,2              | Эдвин Озолин Вооружённые Силы Ленинград                                     | 10,3              | Амин Туяков Вооружённые Силы Алма-Ата                                 | 10,3             |
| 200 м                  | Николай Политико Буревестник Ленинград                                            | 20,9              | Эдвин Озолин Вооружённые Силы Ленинград                                     | 21,0              | Борис Зубов Буревестник Москва                                        | 21,0             |
| 400 м                  | Виктор Бычков Вооружённые Силы Москва                                             | 46,7              | Вадим Архипчук Вооружённые Силы Киев                                        | 46,8              | Дмитрий Шопшин Спартак Краснодар                                      | 46,8             |
| 800 м                  | Валерий Булышев Вооружённые Силы Ленинград                                        | 1.47,6            | Абрам Кривошеев Спартак Черновцы                                            | 1.48,1            | Игорь Потапченко Динамо Ленинград                                     | 1.48,4           |
| 1500 м                 | Иван Белицкий Вооружённые Силы Одесса                                             | 3.43,6            | Василий Савинков Локомотив Алма-Ата                                         | 3.44,0            | Николай Харечкин Вооружённые Силы Ставрополь                          | 3.44,8           |
| 5000 м                 | Николай Дутов Вооружённые Силы Москва                                             | 14.03,2           | Виктор Казанцев Динамо Киров                                                | 14.05,4           | Кестутис Орентас Динамо Вильнюс                                       | 14.08,2          |
| 10 000 м               | Пётр Болотников Спартак Москва                                                    | 28.39,6           | Николай Дутов Вооружённые Силы Москва                                       | 29.40,0           | Леонид Иванов Трудовые резервы Фрунзе                                 | 29.40,6          |
| Марафон                | Виктор Байков Вооружённые Силы Рязань                                             | 2:29.02           | Николай Абрамов Труд Пенза                                                  | 2:32.00           | Николай Тихомиров Буревестник Ленинград                               | 2:32.05          |
| 3000 м с препятствиями | Иван Беляев Авангард Днепропетровск                                               | 8.35,4            | Лазарь Народицкий Вооружённые Силы Москва                                   | 8.35,6            | Владимир Комаров Вооружённые Силы Ереван                              | 8.35,6           |
| 110 м с барьерами      | Анатолий Михайлов Труд Ленинград                                                  | 13,8              | Валентин Чистяков Спартак Москва                                            | 14,0              | Александр Контарев Вооружённые Силы Ростов-на-Дону                    | 14,0             |
| 200 м с барьерами      | Василий Анисимов Вооружённые Силы Киев                                            | 22,8              | Анатолий Михайлов Труд Ленинград                                            | 23,3              | Калью Юркатамм Калев Тарту                                            | 23,4             |
| 400 м с барьерами      | Василий Анисимов Вооружённые Силы Киев                                            | 50,3              | Эдвин Загерис Даугава Рига                                                  | 51,2              | Арнольд Мацулевич Буревестник Киев                                    | 51,5             |
| Прыжок в высоту        | Роберт Шавлакадзе Динамо Тбилиси                                                  | 2,17 м            | Валерий Брумель Буревестник Москва                                          | 2,17 м            | Валерий Скворцов Буревестник Киев                                     | 2,11 м           |
| Прыжок с шестом        | Геннадий Близнецов Буревестник Харьков                                            | 4,80 м            | Сергей Дёмин Динамо Москва                                                  | 4,75 м            | Игорь Фельд Труд Ленинград                                            | 4,70 м           |
| Прыжок в длину         | Игорь Тер-Ованесян Буревестник Москва                                             | 8,18 м            | Леонид Барковский Динамо Львов                                              | 7,97 м            | Антанас Ваупшас Динамо Вильнюс                                        | 7,95 м           |
| Тройной прыжок         | Виктор Кравченко Динамо Ростов-на-Дону                                            | 16,51 м           | Олег Федосеев Вооружённые Силы Москва                                       | 16,37 м           | Анатолий Зирко Динамо Минск                                           | 16,17 м          |
| Толкание ядра          | Николай Карасёв Вооружённые Силы Москва                                           | 19,09 м           | Адольфас Варанаускас Динамо Вильнюс                                         | 18,27 м           | Эдуард Гущин Труд Красноярск                                          | 18,13 м          |
| Метание диска          | Владимир Трусенёв Труд Ленинград                                                  | 59,00 м           | Виктор Компанеец Вооружённые Силы Киев                                      | 56,77 м           | Ким Буханцов Вооружённые Силы Москва                                  | 56,76 м          |
| Метание молота         | Юрий Бакаринов Динамо Москва                                                      | 69,55 м           | Юрий Никулин Вооружённые Силы Ленинград                                     | 66,75 м           | Василий Руденков Динамо Москва                                        | 65,69 м          |
| Метание копья          | Янис Лусис Даугава Рига                                                           | 79,85 м           | Владимир Кузнецов Вооружённые Силы Москва                                   | 77,75 м           | Виктор Овчинник Динамо Московская область                             | 74,23 м          |
| Десятиборье*           | Михаил Стороженко Динамо Ленинград                                                | 8014 очков (7633) | Рейн Аун Калев Тарту                                                        | 7917 очков (7636) | Василий Кузнецов Буревестник Москва                                   | 7673 очка (6997) |
| Ходьба на 20 км        | Владимир Голубничий Спартак Сумы                                                  | 1:30.54,8         | Геннадий Агапов Вооружённые Силы Свердловск                                 | 1:31.58,8         | Борис Хролович Динамо Минск                                           | 1:32.31,6        |
| Ходьба на 50 км        | Евгений Люнгин Динамо Москва                                                      | 4:22.29,4         | Анатолий Ведяков Динамо Москва                                              | 4:24.00,0         | Геннадий Солодов Спартак Омск                                         | 4:25.44,0        |
| Эстафета 4×100 м       | Буревестник Олег Александров Николай Иванов Борис Зубов Николай Политико          | 40,1              | Динамо Слава Прохоровский Анатолий Грудинин Леонид Барковский Герман Климов | 40,3              | Вооружённые Силы Эдвин Озолин Амин Туяков Гусман Косанов Юльян Кащеев | 40,3             |
| Эстафета 4×400 м       | Вооружённые Силы Виктор Бычков Григорий Свербетов Василий Анисимов Вадим Архипчук | 3.07,4            | Спартак Анатолий Баранов Абрам Кривошеев Виктор Любимов Дмитрий Шопшин      | 3.09,7            | Динамо Владимир Ситников Эдуард Павлов Борис Шлапаков Анатолий Шевцов | 3.09,8           |

* Для определения победителя в соревнованиях десятиборцев использовалась старая система начисления очков. Пересчёт с использованием современных таблиц перевода результатов в баллы приведён в скобках.

### Женщины
| Дисциплина                                   | Золото                                                            | Золото    | Серебро                                                              | Серебро    | Бронза                                                                    | Бронза    |
| -------------------------------------------- | ----------------------------------------------------------------- | --------- | -------------------------------------------------------------------- | ---------- | ------------------------------------------------------------------------- | --------- |
| 100 м                                        | Галина Попова Буревестник Ленинград                               | 11,6      | Людмила Самотёсова Труд Брянск                                       | 11,7       | Галина Гайда Локомотив Москва                                             | 11,7      |
| 200 м                                        | Людмила Самотёсова Труд Брянск                                    | 23,8      | Галина Гайда Локомотив Москва                                        | 24,0       | Галина Попова Буревестник Ленинград                                       | 24,1      |
| 400 м                                        | Мария Иткина Динамо Минск                                         | 53,0      | Надежда Серопегина Динамо Москва                                     | 55,0       | Мария Гаманова Труд Нижний Тагил                                          | 55,1      |
| 800 м                                        | Лайне Эрик Калев Тарту                                            | 2.04,6    | Вера Муханова Спартак Москва                                         | 2.04,7     | Инна Нищук Труд Московская область                                        | 2.04,8    |
| 80 м с барьерами                             | Ирина Пресс Динамо Москва                                         | 10,5      | Галина Быстрова Буревестник Горький                                  | 10,7       | Римма Ларионова Буревестник Горький                                       | 10,7      |
| 100 м с барьерами (высота барьеров: 76,2 см) | Татьяна Ильина Буревестник Алма-Ата                               | 13,5      | Галина Макаркина Спартак Москва                                      | 13,7       | Зинаида Криунова Динамо Ставрополь                                        | 13,7      |
| Прыжок в высоту                              | Галина Костенко Динамо Москва                                     | 1,70 м    | Таисия Ченчик Буревестник Москва                                     | 1,65 м     | Людмила Алексеенко Динамо Одесса                                          | 1,65 м    |
| Прыжок в длину                               | Татьяна Щелканова Буревестник Ленинград                           | 6,67 м    | Аида Чуйко Вооружённые Силы Москва                                   | 6,28 м     | Татьяна Талышева Динамо Москва                                            | 6,21 м    |
| Толкание ядра                                | Тамара Пресс Труд Ленинград                                       | 17,98 м   | Галина Зыбина Труд Ленинград                                         | 17,50 м    | Ирина Пресс Динамо Москва                                                 | 16,90 м   |
| Метание диска                                | Тамара Пресс Труд Ленинград                                       | 57,34 м   | Евгения Кузнецова Вооружённые Силы Москва                            | 55,70 м    | Нина Пономарёва Вооружённые Силы Москва                                   | 52,69 м   |
| Метание копья                                | Эльвира Озолина Буревестник Ленинград                             | 61,38 м   | Елена Горчакова Буревестник Москва                                   | 55,03 м    | Валентина Попова Буревестник Москва                                       | 54,40 м   |
| Пятиборье                                    | Ирина Пресс Динамо Москва                                         | 5194 очка | Галина Быстрова Буревестник Горький                                  | 4995 очков | Ольга Кардаш Вооружённые Силы Ленинград                                   | 4703 очка |
| Эстафета 4×100 м                             | Динамо Ирина Пресс Людмила Гапонова Зиба Алескерова Мария Иткина  | 45,9      | Локомотив Тамара Буянова Галина Кузнецова Вера Крепкина Галина Гайда | 46,2       | Буревестник Людмила Диденко Людмила Фадеева Галина Тупицына Галина Попова | 46,5      |
| Эстафета 4×200 м                             | Труд Галина Бухарина Наталья Бурда Нина Чалова Людмила Самотёсова | 1.36,4    | Динамо Надежда Серопегина Мария Иткина Ирина Пресс Зиба Алескерова   | 1.36,8     | Авангард Гения Марочкина Светлана Иванова Ольга Иванова Лариса Зленко     | 1.39,5    |

## Чемпионат СССР по кроссу
Четвёртый зимний лично-командный чемпионат СССР по кроссу состоялся 15 марта 1964 года в Ужгороде (Украинская ССР). Соревнования проводились нв заснеженной трассе различного профиля и с финишем на довольно крутом подъёме.

### Личный зачёт
| Место | Спортсмен                                 | Время   |
| ----- | ----------------------------------------- | ------- |
| 1     | Кестутис Орентас Литовская ССР Вильнюс    | 14.24,0 |
| 2     | Адольфас Алексеюнас Литовская ССР Вильнюс | 14.26,0 |
| 3     | Юрий Тюрин Москва                         | 14.33,0 |
| 4     | Лазарь Народицкий Москва                  | 14.38,0 |
| 5     | Владимир Евдокимов Ленинград              | 14.40,0 |
| 6     | Март Вильт Эстонская ССР                  | 14.42,0 |
| 7     | А. Ротнов Ленинград                       | 14.45,0 |
| 8     | Владимир Комаров Армянская ССР            | 14.50,0 |
| 9     | Матвей Дмитриев Украинская ССР            | 14.51,0 |
| 10    | Виктор Кудинский Украинская ССР           | 14.52,0 |
| …     |                                           |         |

| Место | Спортсменка                                   | Время  |
| ----- | --------------------------------------------- | ------ |
| 1     | Людмила Гуревич Украинская ССР Днепропетровск | 3.05,6 |
| 2     | Зоя Скобцова РСФСР Иваново                    | 3.06,0 |
| 3     | Лилия Зверькова Москва                        | 3.08,0 |
| 4     | В. Романовцева Казахская ССР                  | 3.11,0 |
| 5     | ; Тамара Дунайская Украинская ССР             | 3.11,0 |
| 6     | А. Кривощёкова Москва                         | 3.12,0 |
| 7     | Т. Ристисаар Эстонская ССР                    | 3.13,0 |
| 8     | Марина Перевалушко Белорусская ССР            | 3.16,0 |
| 9     | М. Гаманова РСФСР                             | 3.20,0 |
| 10    | Т. Рапонавичене Литовская ССР                 | 3.21,0 |
| …     |                                               |        |

| Место | Спортсмен                         | Время    |
| ----- | --------------------------------- | -------- |
| 1     | Николай Дутов Москва              | 43.09,2  |
| 2     | Эдуард Осипов Москва              | 43.13,8  |
| 3     | Фаиз Хузин РСФСР Пермь            | 43.17,0  |
| 4     | Анатолий Трофимов Москва          | 43.23,2  |
| 5     | Юрий Попов Ленинград              | 43.36,0; |
| 6     | Иван Мущинкин РСФСР               | 43.39,0  |
| 7     | Владимир. Труфанов Украинская ССР | 44.03,0  |
| 8     | Николай Потехин Туркменская ССР   | 44.06,0  |
| 9     | Анатолий Скрыпник Украинская ССР  | 44.08.0  |
| …     | …, Александр Артынюк, …           | …        |

| Место | Спортсменка                             | Время  |
| ----- | --------------------------------------- | ------ |
| 1     | Нина Довгалёва РСФСР Московская область | 7.03,6 |
| 2     | Тамара Бабинцева Ленинград              | 7.04,0 |
| 3     | Вера Муханова Москва                    | 7.06,0 |
| 4     | Е. Козлова РСФСР                        | 7.09,8 |
| 5     | Фелиция Кароблене Литовская ССР         | 7.10,0 |
| 6     | Л. Галушко Украинская ССР               | 7.14,0 |
| 7     | Л. Григорьева Украинская ССР            | 7.27,0 |
| 8     | Л. Баранова Казахская ССР               | 7.29,0 |
| 9     | : Нина Тымчук Украинская ССР            | 7.34,0 |
| 10    | 3. Стеценко Украинская ССР              | 7.46,0 |
| …     |                                         |        |

### Командное первенство
| Место | Команда             | Очки |
| ----- | ------------------- | ---- |
| 1     | РСФСР               | 62   |
| 2     | Москва              | 62   |
| 3     | Украинская ССР      | 56   |
| 4     | Ленинград           | 54   |
| 5     | Литовская ССР       | 53   |
| 6     | Белорусская ССР     | 45   |
| 7     | Казахская ССР       | 37   |
| 8     | Киргизская ССР      | 34   |
| 9     | Латвийская ССР      | 33   |
| 10    | Эстонская ССР       | 32   |
| 11    | Грузинская ССР      | 29   |
| 12    | Азербайджанская ССР | 27   |
| 13    | Армянская ССР       | 25   |
| 14    | Молдавская ССР      | 23   |
| 15    | Туркменская ССР     | 12   |